# Estación de Madrid-Niño Jesús
Madrid-Niño Jesús, también conocida coloquialmente como la estación de Arganda o la estación del Tajuña, fue una estación de ferrocarril situada en el municipio español de Madrid que estuvo en servicio entre finales del siglo XIX y la segunda mitad del siglo XX. Las instalaciones ferroviarias tomaban su nombre del cercano hospital del Niño Jesús. En la actualidad se encuentra desaparecida.

## Historia
En la década de 1880 se inició la construcción de un ferrocarril de vía estrecha que enlazase Madrid con Arganda del Rey y otras poblaciones de la zona, cuyo trazado sería inaugurado en julio de 1886. La cabecera de la línea se encontraba en la madrileña estación de Niño Jesús, de carácter terminal. Este trazado, que acabaría siendo conocido como el ferrocarril del Tajuña, pasó a lo largo de su existencia por manos de varios operadores. Bajo la gestión de la «Compañía del Ferrocarril de Madrid a Aragón» la estación fue la cabecera de una línea que llegaba hasta el interior de la Alcarria y daba servicio a numerosas poblaciones de la provincia de Madrid. Debido a ello, «Niño Jesús» dispuso de numerosas instalaciones ferroviarias. 
Durante los dos últimos años de la Guerra Civil, la única línea ferroviaria que funcionó en la capital fue la de Arganda, que salía de esta estación.
La línea entró en declive a comienzos de la década de 1950, siendo eliminados los servicios de pasajeros. En 1964 se reconfiguró el trazado y el inicio de la línea se estableció en Vicálvaro, lo que supuso el cierre de la estación de Niño Jesús. Con posterioridad las instalaciones fueron derribadas y sobre el terreno se edificaron edificios de viviendas, dentro del conocido como barrio de Niño Jesús.

## Instalaciones
El complejo ferroviario se encontraba situado junto al hospital del Niño Jesús, cerca del parque del Retiro. La estación tenía un carácter terminal y a lo largo de su historia llegó a disponer de amplias instalaciones: edificio de viajeros, muelles y almacenes de mercancías, cocheras, un puente giratorio para las locomotoras, talleres generales, aguadas y depósitos de agua, grúas hidráulicas, etc. En este sentido, los principales talleres y depósitos de locomotoras del ferrocarril del Tajuña se encontraban situados en las instalaciones de Niño Jesús. La estación también contó con una amplia playa de vías para permitir las maniobras de los trenes y labores de clasificación.